# Giovanni Battista Grillo
Pour les articles homonymes, voir Grillo (homonymie).
Giovanni Battista Grillo (... – Venise, novembre 1622) est un organiste et compositeur italien.

## Biographie
Il a probablement appris le chant à la Cappella Marciana, comme élève de Claudio Monteverdi et Giovanni Gabrieli. Le 28 août 1612, il est nommé organiste de la Scuola Grande de San Rocco, comme remplaçant de Gabrieli. En 1615, il est également devenu organiste à l'Église de la Madonna dell'Orto, tandis que le 30 décembre 1619, il a obtenu le prestigieux poste de premier organiste de la Basilique Saint-Marc. Il est décédé en novembre 1622 à Venise.

## Œuvres
- Sacri concentus ac symphoniae (Venise, 1618), seul recueil ne contenant que ses seules compositions.

D'autres œuvres se trouvent dans divers recueils: 
- Il primo libro delle canzonette a 3 voci (Venise, 1600);
- Il secondo libro delle canzonette a 3 voci (Venise, 1600);
- Canzoni per sonare con ogni sorte di stromenti a 4, 5 e 8… libro I (Venise, 1608);
- Musica vaga et artificiosa (Venise, 1615);
- Symbolae diversorum musicorum, a 2, 3, 4 e 5 voci…, (Venise, 1620);
- Seconda raccolta de sacri canti a 1, 2, 3 e 4 voci, de diversi eccellentissimi autori (Venise, 1624);
- Venezianische Canzonen (Mayence, 1958);
- Alessandro Raverij's collection of canzoni per sonare, Venise, 1608 (Hays, 1965);
- Sonatas and canzonas from the Sacri concentus ac symphoniae,Venice 1618 (New York-Londres, 1989).

## Source de la traduction
- (it) Cet article est partiellement ou en totalité issu de l’article de Wikipédia en italien intitulé « Giovanni Battista Grillo » (voir la liste des auteurs).